# Llista de ciutats administrades per l'Autoritat Nacional Palestina

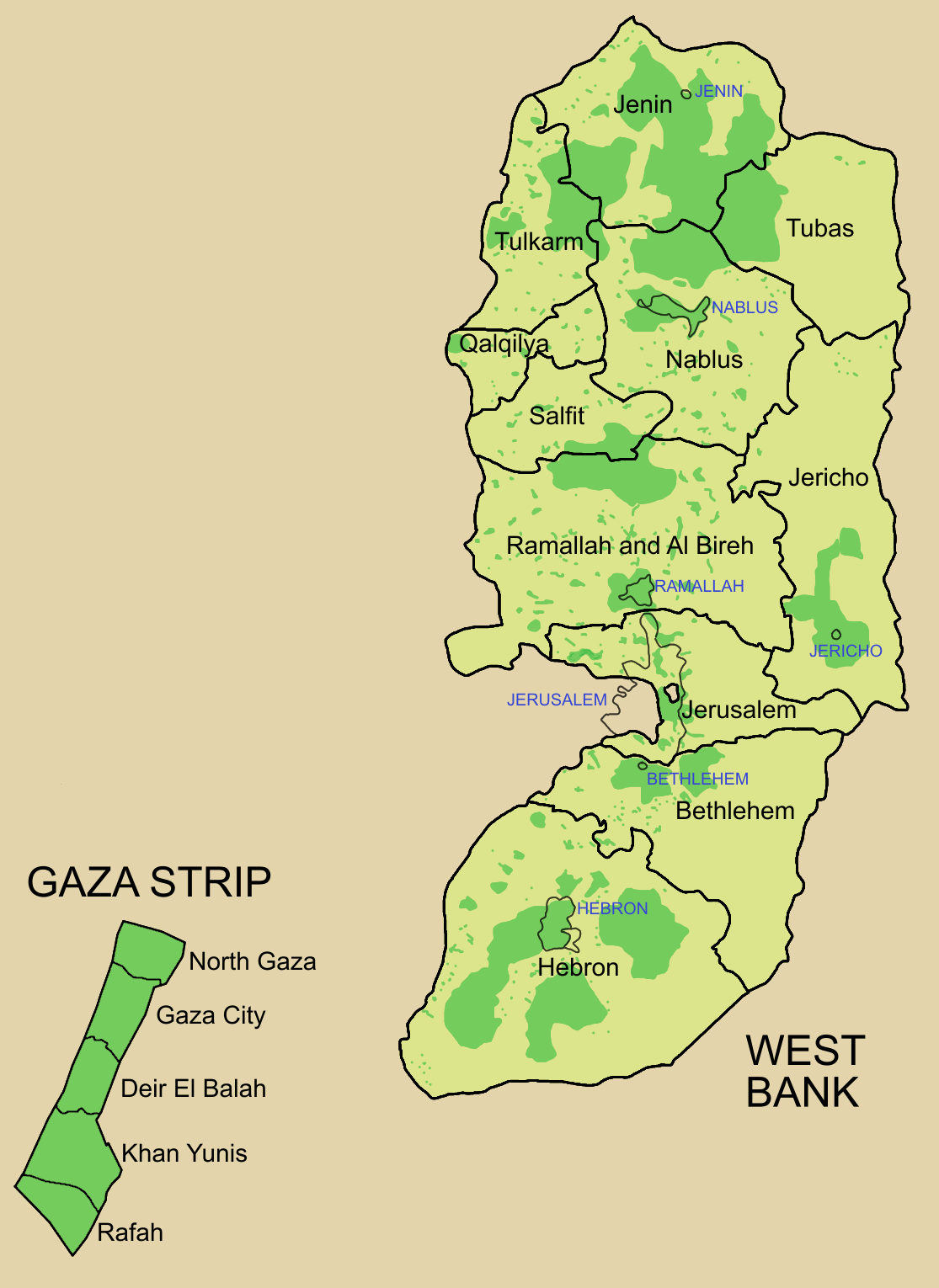
Mapa de l'Àrea A, les localitats palestines a l'Àrea B i els barris palestins de Jerusalem Est (sota control total Israelià).

La següent és una llista de ciutats administrades per l'Autoritat Nacional Palestina. Després que els acords provisionals de 1995, l'Autoritat Nacional Palestina (ANP) van prendre el control dels afers civils en les dues àrees designades, A i B, on es troben la major part de centres de població palestina (excepte els que estan dins dels límits municipals de Jerusalem Est). Les Forces de Defensa d'Israel són responsables de la seguretat a la Zona B a Cisjordània i tenen el control total sobre les localitats a la zona C.
Arran del conflicte de 2007 entre les dues principals faccions palestines Fatah i Hamas, l'ANP s'ha dividit entre el primer que domina el govern palestí a Cisjordània i el segon el control de la franja de Gaza.

## Regulacions locals
El Ministeri de Govern Local de l'Autoritat Nacional Palestina és responsable de la concessió d'estatut de ciutat o de municipi a una vila. No obstant això, no hi ha indicacions específiques per a una determinada localitat per aconseguir l'estatus de ciutat palestina. Sobretot es té en compte en la població, que ha d'arribar als 20.000 habitants. L'Oficina Central d'Estadístiques de Palestina (PCB) va prendre el seu últim cens oficial a 2007.

## Llista de ciutats
La ciutat més gran a la Franja de Gaza i a tota Palestina és Gaza i la major ciutat palestina al Cisjordània és Hebron. Algunes ciutats formen aglomeracions amb altres pobles o ciutats, com l'àrea metropolitana de Betlem amb Beit Jala i Beit Sahour. Ramal·lah i al-Bireh també formen una aglomeració i, sovint es consideren una sola ciutat.
La següent és una llista de totes les ciutats palestines sotal'administració de Ramal·lah, les seves governacions, les seves jurisdiccions específiques i les seves poblacions segons el cens de 2007 i l'estimació 2015 segons l'OCPE.

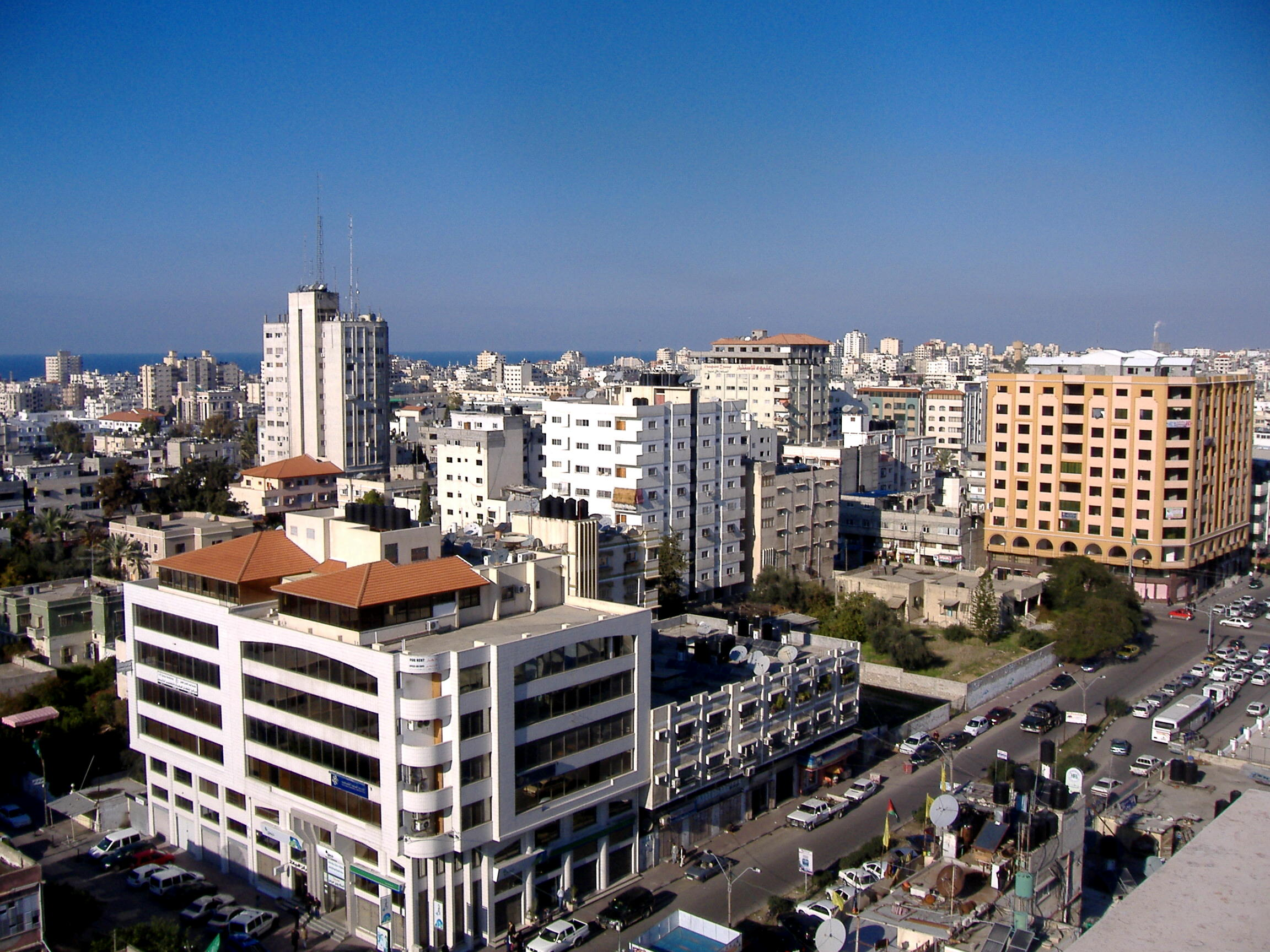
Gaza

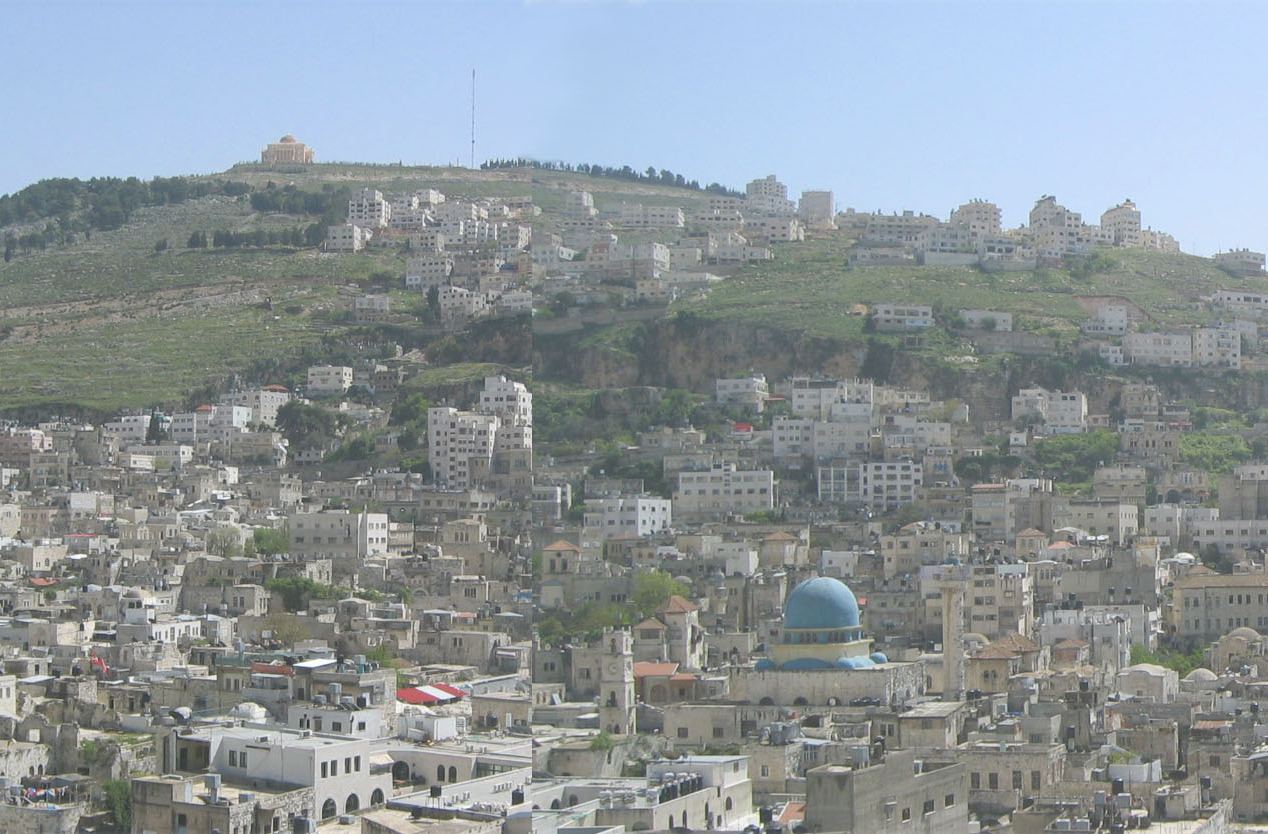
Nablus

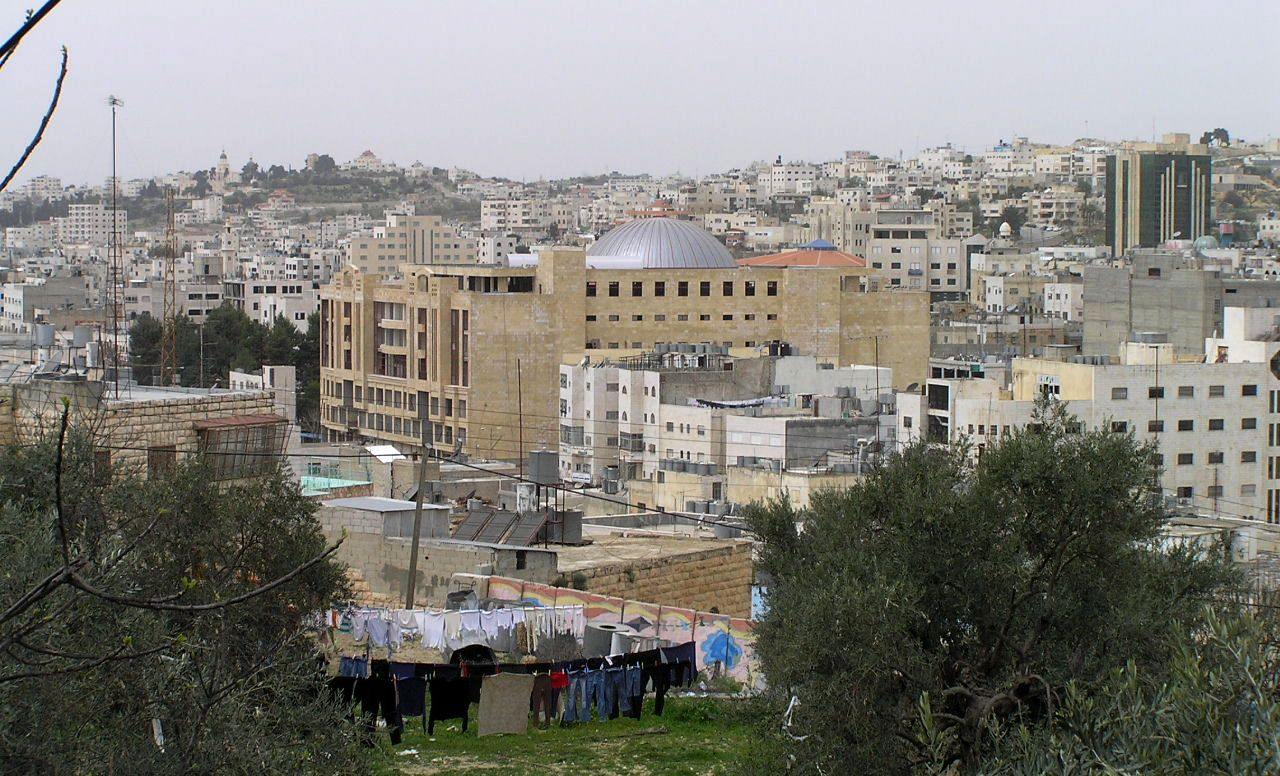
Hebron (al-Khalil)

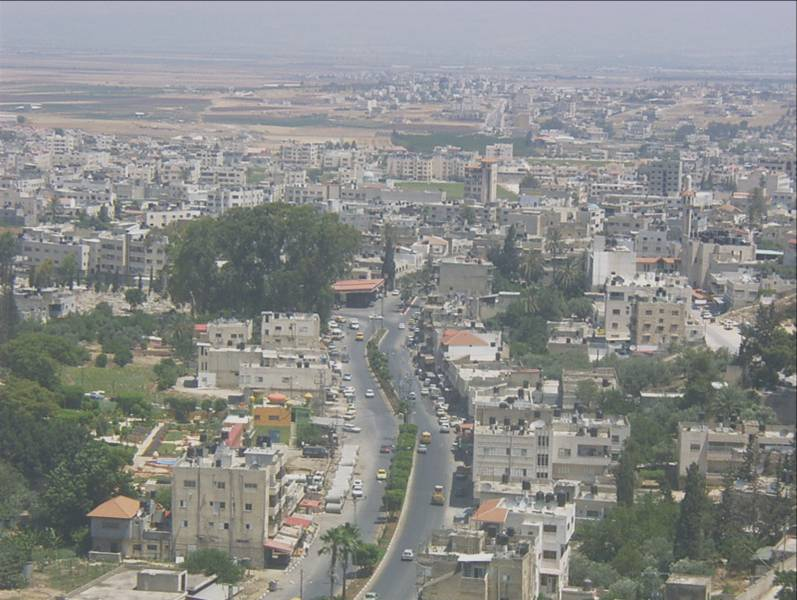
Jenin

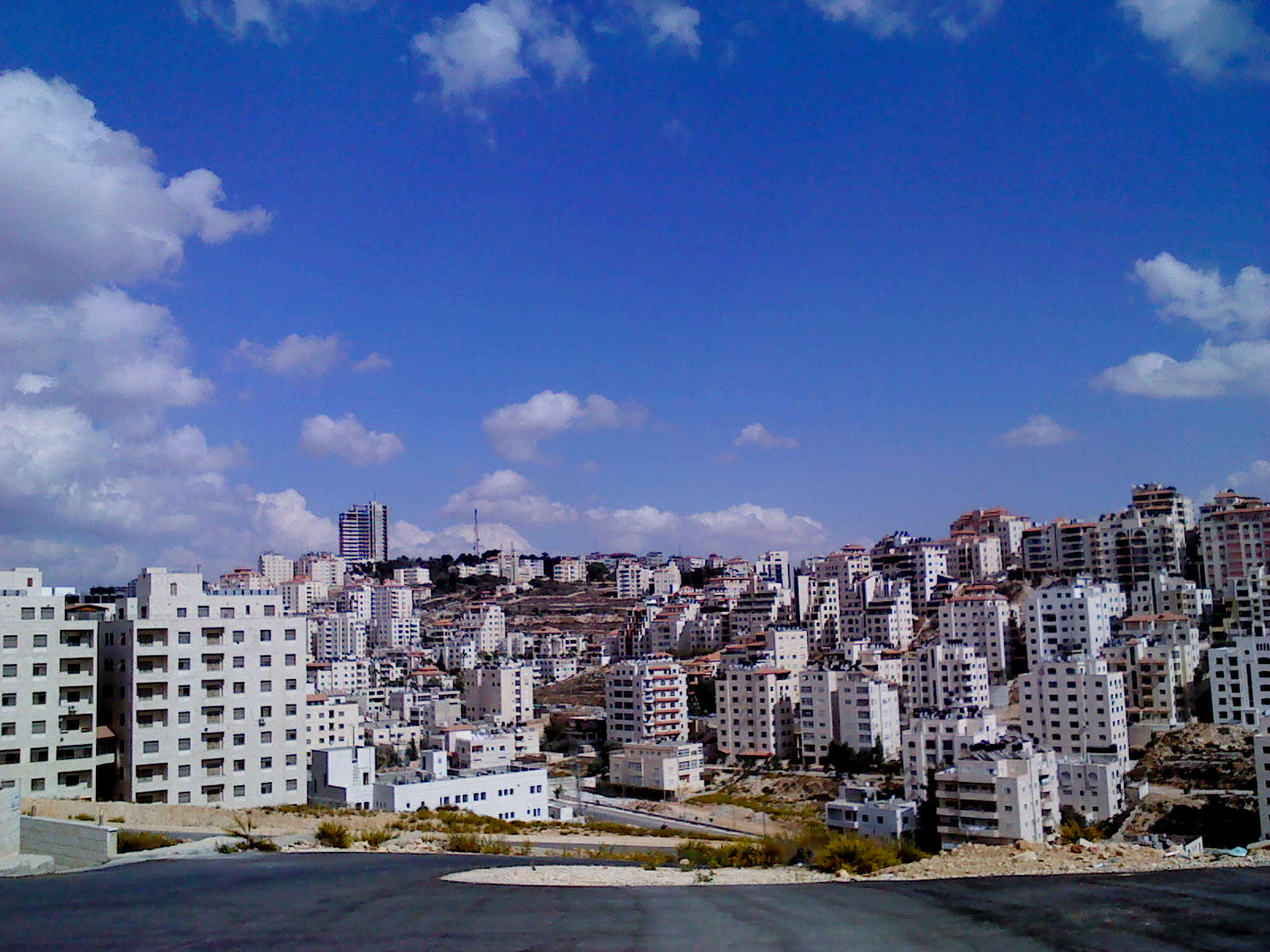
Ramal·lah

| Nom comú           | Nom àrab      | Governació           | Jurisdicció            | Població (cens de 2007) | Població (estimació 2015) |
| ------------------ | ------------- | -------------------- | ---------------------- | ----------------------- | ------------------------- |
| Abasan al-Kabira   | عبسان الكبيرة | Khan Yunis           | Àrea A                 | 18,413                  | 23,198                    |
| Abu Dis            | أبو ديس       | Jerusalem            | Àrea B                 | 10,782                  | 12,385                    |
| Bani Na'im         | بني نعيم      | Hebron               | Àrea A, Àrea B         | 20,084                  | 25,698                    |
| Bani Suheila       | بني سهيلا     | Khan Yunis           | Àrea A                 | 31,703                  | 39,941                    |
| Bait Hanun         | بيت حانون     | Gaza Nord            | Àrea A                 | 38,047                  | 51,073                    |
| Beit Jala          | بيت جالا      | Betlem               | Àrea A, Àrea C         | 11,758                  | 14,419                    |
| Beit Lahia         | بيت لاهيا     | Gaza Nord            | Àrea A                 | 64,457                  | 86,526                    |
| Beit Sahour        | بيت ساحور     | Betlem               | Àrea A                 | 12,367                  | 15,165                    |
| Beit Ummar         | بيت اُمّر       | Hebron               | Àrea B                 | 13,548                  | 17,335                    |
| Beitunia           | بيتونيا       | Ramal·lah i al-Bireh | Àrea A                 | 19,761                  | 24,592                    |
| Betlem (Beit Lahm) | بيت لحم       | Betlem               | Àrea A                 | 25,266                  | 30,983                    |
| al-Bireh           | البيرة        | Ramal·lah i al-Bireh | Àrea A                 | 38,202                  | 47,540                    |
| Deir al-Balah      | دير البلح     | Deir al-Balah        | Àrea A                 | 54,439                  | 70,045                    |
| ad-Dhahiriya       | الظاهرية      | Hebron               | Àrea A                 | 28,776                  | 36,820                    |
| Dura               | دوره          | Hebron               | Àrea A                 | 28,268                  | 36,170                    |
| Gaza (Ghazzah)     | غزة           | Gaza                 | Àrea A                 | 449,221                 | 566,331                   |
| Halhul             | حلحول         | Hebron               | Àrea A                 | 22,128                  | 28,313                    |
| Hebron (al-Khalil) | الخليل        | Hebron               | Àrea A, Àrea B, Àrea C | 163,146                 | 208,750                   |
| Idhna              | إذنا          | Hebron               | Àrea B                 | 19,012                  | 24,326                    |
| Jabalia            | جباليا        | Gaza Nord            | Àrea A                 | 122,998                 | 165,110                   |
| Jenin              | جنين          | Jenin                | Àrea A                 | 39,004                  | 47,305                    |
| Jericó (Ariha)     | أريحا         | Jericó               | Àrea A                 | 18,346                  | 22,609                    |
| Khan Yunis         | خان يونس      | Khan Yunis           | Àrea A                 | 142,637                 | 179,701                   |
| Nablus             | نابلس         | Nablus               | Àrea A                 | 126,132                 | 149,772                   |
| Qabatiya           | قباطية        | Jenin                | Àrea A                 | 19,197                  | 23,282                    |
| Qalqilya           | قلقيليه       | Qalqilya             | Àrea A                 | 41,739                  | 50,700                    |
| Rafah              | رفح           | Rafah                | Àrea A                 | 121,774                 | 158,414                   |
| Ramallah           | رام الله      | Ramal·lah i al-Bireh | Àrea A                 | 27,460                  | 34,173                    |
| Sa'ir              | سعير          | Hebron               | Àrea B                 | 18,045                  | 23,089                    |
| as-Samu            | السموع        | Hebron               | Àrea A                 | 19,649                  | 25,141                    |
| Surif              | صوريف         | Hebron               | Àrea B, Àrea C         | 13,648                  | 17,535                    |
| Tubas              | طوباس         | Jenin                | Àrea A                 | 16,154                  | 20,801                    |
| Tulkarem           | طولكرم        | Tulkarem             | Àrea A                 | 51,300                  | 59,114                    |
| Ya'bad             | يعبد          | Jenin                | Àrea A                 | 13,640                  | 16,543                    |
| al-Yamun           | اليامون       | Jenin                | Àrea A                 | 16,383                  | 19,870                    |
| Yatta              | يطّا           | Hebron               | Àrea A                 | 48,672                  | 62,277                    |
| az-Zawayda         | الزوايده      | Deir al-Balah        | Àrea A                 | 16,939                  | 21,795                    |

### Ciutats mixtes
- Hebron (الخليل/חברון): Hebronvés una ciutat on hi viuen uns pocs centenars d'israelians entre uns 210.000 palestins. Els israelians viuen principalment a l'històric barri jueu, que existia abans de la matança d'Hebron de 1929.[5]